# Jan V van Harcourt
Jan V van Harcourt (circa 1320 - Rouen, 5 april 1356) was van 1346 tot aan zijn dood graaf van Harcourt en baron van Elbeuf en van 1343 tot aan zijn dood graaf van Aumale. Hij behoorde tot het huis Harcourt.

## Levensloop
Jan V was de oudste zoon van graaf Jan IV van Harcourt en diens echtgenote Isabella van Parthenay, vrouwe van Vibraye. Tussen 1330 en 1340 huwde hij met Blanca (1322-1387), dochter en erfgename van graaf Jan II van Aumale. In 1343 erfden Blanca en Jan het graafschap Aumale.
Tijdens de Honderdjarige Oorlog werd hij benoemd tot kapitein van Granville. In 1346 nam hij samen met zijn vader deel aan de Slag bij Crécy, waarbij de Fransen werden verslagen. Terwijl Jan V zwaargewond raakte, sneuvelde zijn vader tijdens de veldslag. Hij volgde hem vervolgens op als graaf van Harcourt, baron van Elbeuf en heer van Aarschot.

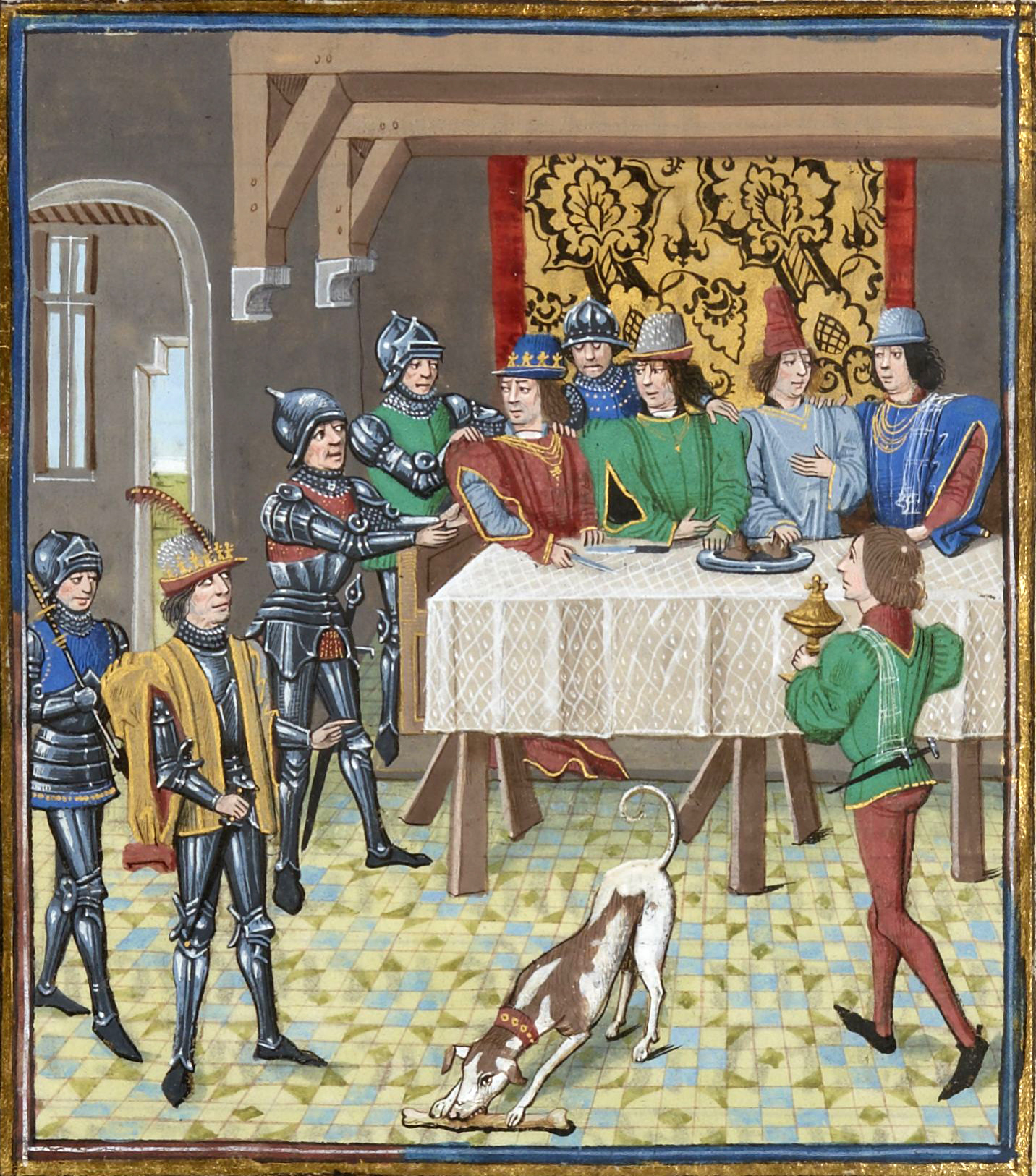
De arrestatie van Karel II van Navarra, Jan V van Harcourt en drie andere Normandische edelen.

Jan was een bondgenoot van zijn neef Karel II van Navarra, die een Franse troonpretendent was. Hij was betrokken bij de plannen die Karel met de Engelsen maakte om Frankrijk op te delen. Nadat het complot werd ontdekt, werden Karel II van Navarra, Jan V van Harcourt en drie andere Normandische edelen op 5 april 1356 bij een diner met de Franse dauphin Karel in het Kasteel van Rouen door koning Jan II van Frankrijk gearresteerd. Terwijl Karel II in de gevangenis werd geworpen, werden Jan V en de drie andere edelen zonder proces ter dood veroordeeld en dezelfde dag nog onthoofd. 
Jan V van Harcourt werd bijgezet in de kerk van de priorij Notre-Dame du Parc, nabij het kasteel van Harcourt.

## Nakomelingen
Jan V en zijn echtgenote Blanca kregen twaalf kinderen, onder wie Jan VI (1342-1389), graaf van Harcourt en Aumale en baron van Elbeuf.